# Breme
Breme là một đô thị ở tỉnh Pavia trong vùng Lombardia của Ý, có cự ly khoảng 60 km về phía tây nam của Milan và khoảng 40 km về phía tây của Pavia. Tại thời điểm ngày 31 tháng 12 năm 2004, đô thị này có dân số 889 người và diện tích là 19,2 km².
Breme giáp các đô thị sau: Candia Lomellina, Frassineto Po, Sartirana Lomellina, Valle Lomellina, Valmacca.